# Antaretra (Ifanadiana)
Antaretra est une commune rurale malgache située dans la région de Vatovavy.